# 拟纤孔菌属
拟纤孔菌属（学名：Inonotopsis）为锈革孔菌科的一个属。

## 物种
本属包括以下物种：
- 椭圆孢拟纤孔菌 Inonotopsis exilispora
- 垫拟纤孔菌 Inonotopsis subiculosa (Peck) Parmasto[2]